# Epichrysocharis burwelli
Epichrysocharis burwelli is een vliesvleugelig insect uit de familie Eulophidae. De wetenschappelijke naam is voor het eerst geldig gepubliceerd in 2000 door Schauff.